# 地人会
地人会（ちじんかい）は、1981年に演出家木村光一が設立した演劇制作体。現「地人会新社」。代表は渡辺江美。

## 概要
- 第1回公演は「クリスティーン・その愛のかたち」（アーノルド・ウェスカー・作）だった。翻訳劇だけでなく、山田太一・井上ひさし・水上勉の脚本が多い。
- 1985年から2007年まで年に一度、原爆の悲惨さを訴える朗読劇「この子たちの夏〜1945・ヒロシマ ナガサキ〜」（構成も手がけている）を行われていた。
- 2004年には菊池寛賞を受賞した。
- 2007年に解散後、2012年に「地人会新社」（代表:渡辺江美）として再スタートした[1]。

## 代表作

### 山田太一作品
- ラヴ〜こころ、甘さに飢えて
- 早春スケッチブック
- 日本の面影
- 教員室
- 砂の上のダンス
- あかるい郊外の店
- 浅草・花岡写真館

ほか

### 水上勉作品
- 飢餓海峡
- 越前竹人形
- 釈迦内柩唄
- はなれ瞽女おりん
- 雁の寺

### 井上ひさし作品
- 化粧－二幕－
- 藪原検校

### その他の作品
- 朝焼けのマンハッタン（斎藤憐・作）